# KommuneForsikring
KommuneForsikring A/S var et dansk skadesforsikringsselskab, der havde Danmarks kommuner og amter samt staten som kunder.
Selskabet blev dannet i 2001 til afløsning af Kommunernes gensidige Forsikringsselskab, der blev grundlagt i 1971 og var ejet af Foreningen til Begrænsning af Skadeudgifter i kommuner og amter f.m.b.a.. Virksomheden havde et datterselskab, Kommunernes Arbejdsskadeforsikring A/S.
I 2006 besluttede ejerbestyrelsen at takke ja til et købstilbud fra det norske selskab Gjensidige Forsikring. Opkøbet blev først endelig effektueret i 2011.
KommuneForsikrings egenkapital udgjorde i selskabets sidste regnskabsår 2011 1,8 milliarder kroner. Virksomheden beskæftigede 175 medarbejdere. Hovedsædet var beliggende i Valby.